# Musée Les Sources d’Hercule

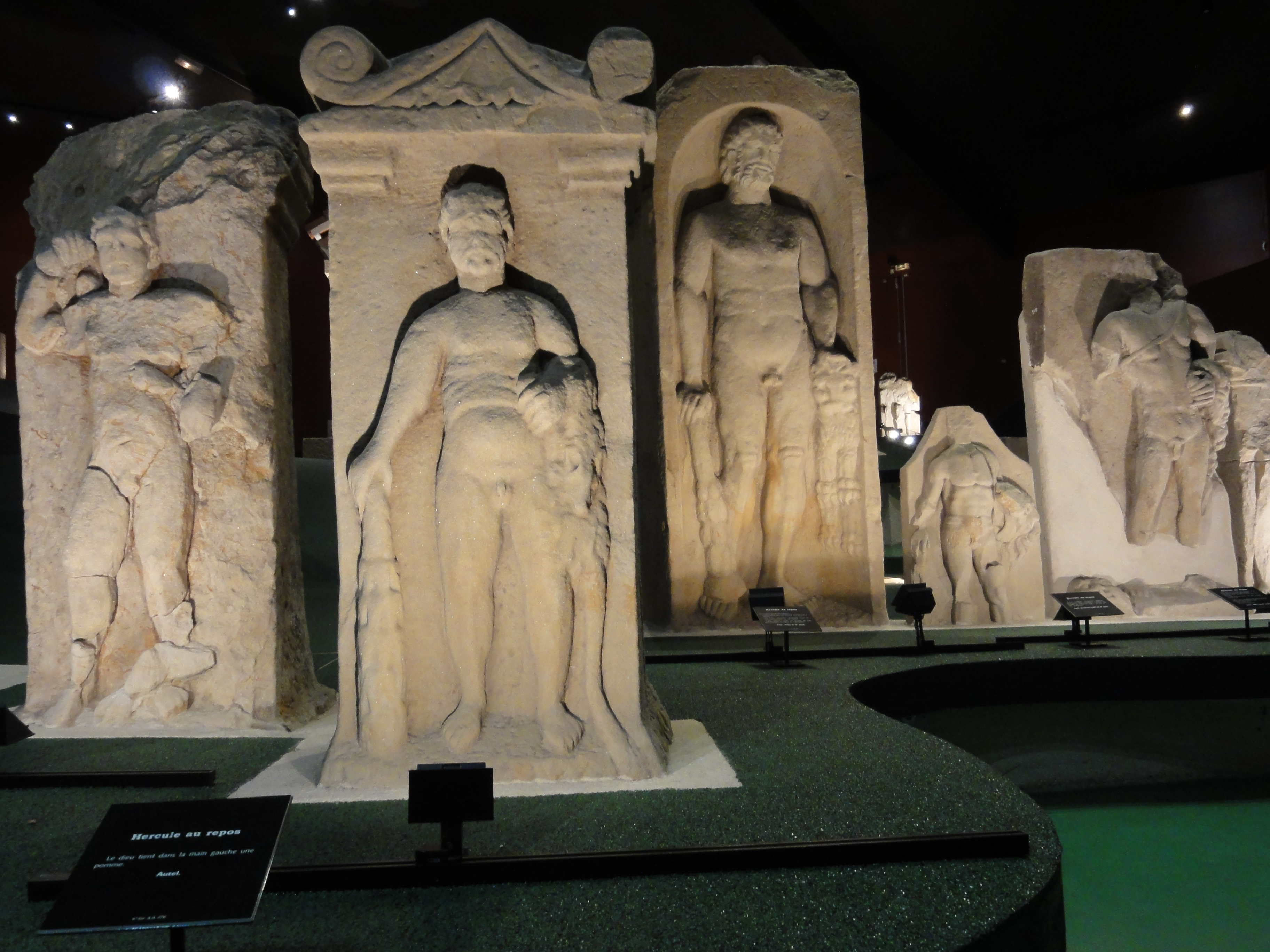
Präsentation von Herkulesstatuen

Das Musée Les Sources d’Hercule ist ein archäologisches Museum in der Gemeinde Deneuvre im französischen Département Meurthe-et-Moselle.

## Geschichte
1974 entdeckte der Landwirt Blaise aus Deneuvre bei der Grabung für einen Brunnen ein Säulenfragment. Die Société d’Archéologie de Deneuvre unter der Leitung von Gérard Moitrieux übernahm bis 1984 die weiteren Untersuchungen des Areals und die Bergung weiterer Funde, die zu dem bedeutendsten Quellheiligtum Galliens gehören. Es entstand Mitte des zweiten Jahrhunderts und war dem Halbgott Herkules geweiht. Über einhundert Herkulesstatuen und Fragmente davon bilden die größte Fundkonzentration für den Westen des Römischen Reiches.
1996 wurde das Musée Les Sources d’Hercule im ehemaligen Pfarrhaus von Deneuvre eröffnet, in dem die Fundobjekte und eine Rekonstruktion des Heiligtums gezeigt werden.